# 문다인 (아나운서)
문다인은 대한민국의 현직 아나운서이다.

## 경력
- KCTV제주방송 아나운서
- CJB 청주방송 아나운서

## 과거 진행 프로그램
- CJB 7 뉴스
- CJB 모닝와이드
- TV를 말하다
- 새벽을 여는 친구